# Perú Libre
El Partido Político Nacional Perú Libre (PPNPL), más referido como Perú Libre (PL), es un partido político peruano de izquierda a extrema izquierda, de ideología marxista-leninista mariateguista liderado por el exgobernador regional de Junín Vladimir Cerrón.
Desde su creación, hasta llegar al gobierno con Pedro Castillo, el partido recibió acusaciones tanto externas como internas de tener simpatía por el autoritarismo, el iliberalismo, y mantener relaciones con organizaciones neosenderistas como el MOVADEF, heredera del grupo terrorista Partido Comunista del Perú-Sendero Luminoso.

## Historia
El 13 de agosto del 2008, Perú Libre fue fundado como «Movimiento Político Regional Perú Libre» en Huancayo, Junín, por Vladimir Cerrón. Alcanzó obtener el Gobierno Regional de Junín donde se instaló un "gobierno regional socialista". El 29 de enero del 2013, Vladimir Cerrón anunció que el Movimiento Político Regional Perú Libre pasaba de ser un movimiento regional para "el proceso de partido" a un ámbito nacional. Según relata Vladimir Cerrón, el entonces presidente del Perú, Ollanta Humala, "estaba al parecer bien informado" sobre el proceso de recolección de firmas para su partido. El 1 de febrero del 2013, Ana María Córdova Capucho solicitó la inscripción en el registro de organizaciones políticas del Jurado Nacional de Elecciones del partido político "Perú Libertario". El 19 de noviembre del 2015, se eligió a Vladimir Cerrón, mediante la Asamblea Nacional de Perú Libertario, como candidato a la presidencia de la república del 2016. El Partido Perú Libertario obtuvo su inscripción el 15 de enero del 2016 bajo el liderazgo de Vladimir Cerrón. El partido participó en las elecciones generales de Perú de 2016, pero retiró su candidatura presidencial y las listas del Congreso el 24 de marzo, después de conocerse el fallo del JEE favorable a la candidata Keiko Fujimori.

### Elecciones regionales y municipales del 2018
En el 2018 llevó como candidato a la Municipalidad Metropolitana de Lima al empresario, periodista y locutor de radio Ricardo Belmont, obteniendo el 3,89 % de los votos válidamente emitidos en Lima. En junio del 2018, Perú Libertario es incorporado al Foro de Sao Paulo tras el XXIV Encuentro del Foro de Sao Paulo realizado en La Habana, Cuba, junto al Partido Humanista Peruano y el Partido Pueblo Unido. En 2019, el Jurado Nacional de Elecciones admitió el pedido de cambio de nombre de "Perú Libertario" a "Perú Libre" absorbiendo al "Movimiento Político Regional Perú Libre". Vladimir Cerrón escribiría que "el Partido Político Nacional Perú Libre es una realidad y es una herramienta al servicio de la izquierda peruana". El partido participó en el XXV Encuentro del Foro de Sao Paulo realizado en Caracas, Venezuela, junto al Partido Comunista Peruano, el Partido Comunista del Perú-Patria Roja, el Partido Pueblo Unido, el Movimiento Perú para Todos y el Partido Socialista.

### Elecciones Parlamentarias del 2020
En las elecciones parlamentarias celebradas el 26 de enero de 2020, el partido obtuvo el 3,4 % del voto popular, pero no obtuvo escaños en el Congreso de la República. Meses antes de las elecciones, el partido estaba en conversaciones con la coalición Juntos por el Perú y Nuevo Perú para postularse en una alianza para las elecciones parlamentarias. Aunque, debido a cuestiones judiciales de Vladimir Cerrón como líder regional acusado por casos de corrupción y a muchos miembros prominentes de Nuevo Perú que renunciaron a su partido cuando se materializó el sindicato, la alianza fracasó y los partidos se postularon por separado en las elecciones, en las que ninguno logró representación. El 30 de junio del 2020, Vladimir Cerrón anunció la integración de Perú Libre al Foro de Sao Paulo como miembro pleno.

### Elecciones Generales del 2021
En las elecciones generales de Perú de 2021 se confirmó la participación de Pedro Castillo Terrones como candidato a la presidencia, así como a Dina Boluarte Zegarra y Vladimir Cerrón como vicepresidentes.
| Candidatos              | Candidatos            | Candidatos            |
| Presidencia             | 1.º Vicepresidencia   | 2.º Vicepresidencia   |
| ----------------------- | --------------------- | --------------------- |
| Pedro Castillo Terrones | Dina Boluarte Zegarra | Vladimir Cerrón Rojas |

En la última fase de la campaña electoral Castillo obtuvo un repunte inesperado en su candidatura al quedar en primer lugar en las encuestas, aunque en una situación de quíntuple empate técnico con otros candidatos. En consecuencia, Castillo también obtuvo el primer lugar en la primera vuelta dentro de estas elecciones.
En las elecciones parlamentarias obtuvo 37 de 130 escaños, convirtiéndose en la mayor bancada para el periodo 2021-2026. Por otro lado, en las elecciones del parlamento andino contó con un escaño, quedando en primer lugar, su representante fue Javier Arce Alvarado.
Posterior a su triunfo en la primera vuelta electoral, para la segunda vuelta Castillo pidió dialogar con otras fuerzas políticas peruanas con el objetivo de lograr una concertación política, no obstante, descartó hacer una hoja de ruta tal como lo hizo Ollanta Humala, manteniendo así un discurso ideológico radical de extrema izquierda. Castillo realizó un acuerdo con Verónika Mendoza, excandidata presidencial por Juntos por el Perú. Sigrid Bazán, elegida congresista por Juntos por el Perú, señaló que "nos une un proyecto de país con el compromiso conjunto de priorizar la vida, la salud, la educación, el trabajo y los derechos de la ciudadanía", por su lado, Gahela Cari, excandidata congresal de la misma agrupación y activista transexual, señaló su apoyo hacia Castillo. El excandidato presidencial por Somos Perú, Daniel Salaverry también manifestó su apoyo hacia Castillo. El Partido Comunista del Perú-Patria Roja dio su apoyo a Perú Libre por la "lucha por una nueva constitución, la refundación de la república, la lucha contra el continuismo neoliberal, el autoritarismo, contra toda forma de discriminación y la realización de las urgentes reformas en defensa de la vida". El Partido Humanista Peruano, liderado por Yehude Simon, también manifestó su apoyo a Perú Libre.

### Elecciones regionales y municipales del 2022
En esas elecciones obtuvieron 3 alcaldías provinciales y 73 distritales.
| Región      | Provincia  | Alcalde                     |
| ----------- | ---------- | --------------------------- |
| Apurímac    | Cotabambas | Dante Contreras Gayoso      |
| La Libertad | Bolívar    | Melecio Rivera Echeverría   |
| Puno        | Melgar     | Rosell Nilver Mamani Hancco |

En el caso del departamento de Junín, donde surgió el partido, solo ganó en ocho de 124 distritos. Según Huanca York Times, solo invirtieron el 15 % del presupuesto en obras.

## Posiciones políticas

### Política interior

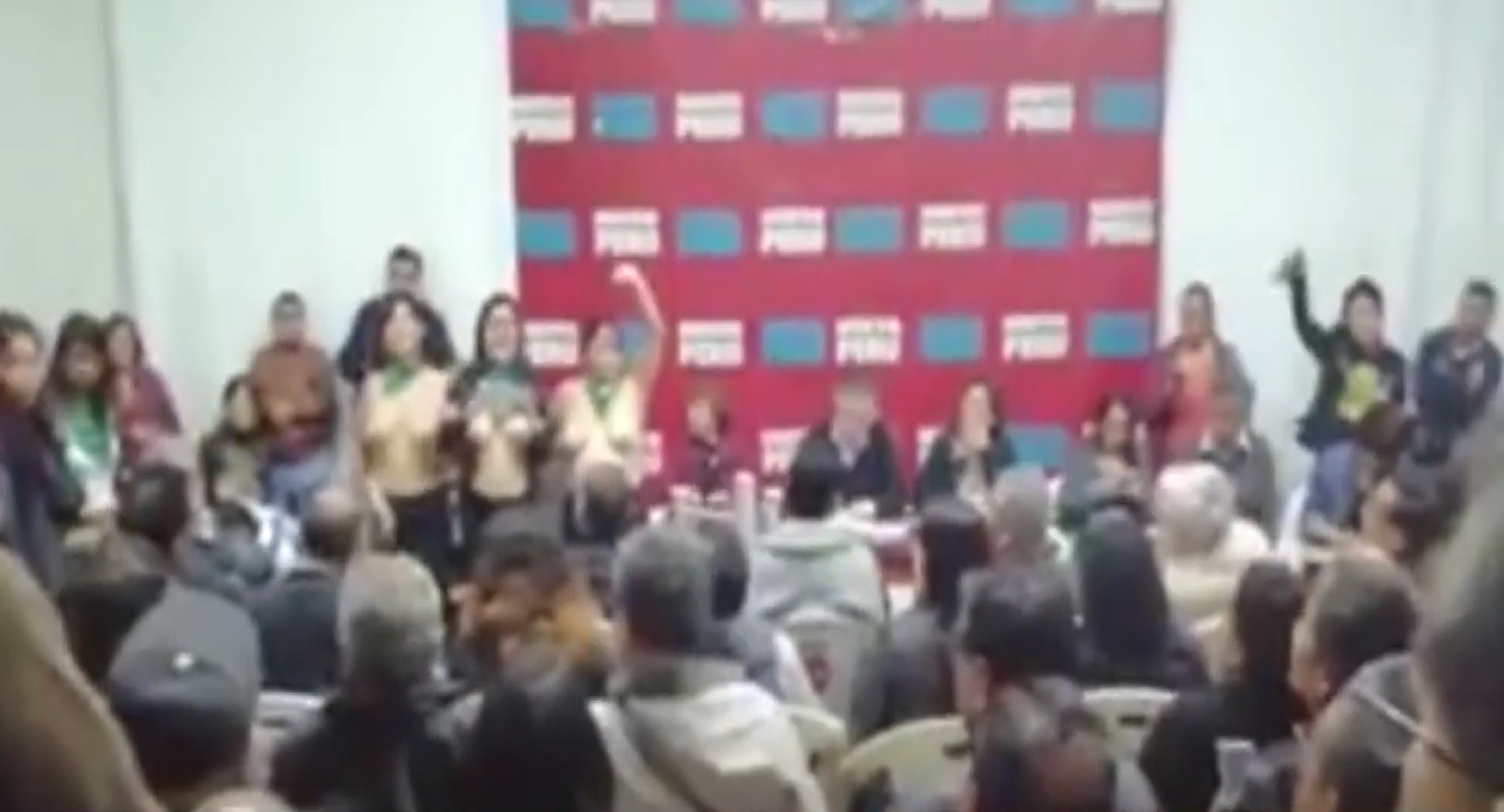
Feministas renuncian al partido de izquierda progresista Nuevo Perú en 2019 por su alianza con PL para las elecciones congresales de 2020. El motivo fue que para grupos feministas y LGBT, una alianza con PL representaba una alianza con «la homofobia, la misoginia y la corrupción».

Perú Libre se ha definido a sí mismo como un partido «marxista-leninista-mariateguista», aunque sus militantes no se identifican como comunistas, sino como socialistas. Asimismo, Vladimir Cerrón ha asegurado que debido al origen «provinciano» del partido, este entonces representaría al «Perú profundo». En este sentido, enfatizan de que no son una izquierda «caviar», sino que son una «izquierda del campo».
Por otro lado, en cuanto a la estructuración del Estado, el partido «defiende firmemente la descentralización». En este sentido, según Julián Palacín, el centralismo que ha caracterizado al Estado peruano ha generado una «asimetría entre Lima y todas las provincias del Perú», por lo que proponen el federalismo para solventar este problema. Asimismo, Pedro Castillo ha propuesto una nueva constitución, así como también reducir tanto el salario presidencial como el de los congresistas peruanos.
En el plano económico, Perú Libre propone lo que han denominado «economía popular con mercados», con la cual pretenden instaurar una economía que gire «alrededor de los intereses del pueblo» y donde se concrete un «Estado interventor, planificador, empresario, protector, innovador y regulador del mercado». Esta propuesta económica la contrastan con la economía neoliberal. Asimismo, enfatizan de que no se trata de una economía «de mercados», sino simplemente «con mercados». Sin embargo, el partido afirma que respetaría la existencia de la inversión privada dentro de esta propuesta. De igual manera, aseguran que este proyecto no es comunista ni socialista. Tenemos un arraigo en esas ideas, pero debemos pisar tierra en nuestro país.  Por su parte, Pedro Castillo afirma que en eventual gobierno suyo se brindaría seguridad jurídica a las empresas privadas peruanas, pero al mismo tiempo se aplicarían esquemas redistributivos de las riquezas producidas por estas. Inicialmente, la nacionalización de las minas, el gas, el petróleo, la hidroelectricidad y las telecomunicaciones para financiar programas sociales fue una meta de Perú Libre; sin embargo, en un intento por apaciguar los intereses comerciales extranjeros, Castillo prometió que su gobierno no nacionalizaría la industria dentro de Perú. Al mismo tiempo, reafirmó la posición de su partido de defender la distribución de la riqueza. 
En el plano sociocultural, Castillo se ha manifestado en contra del enfoque de igualdad de género en la educación, así como también de la legalización del aborto sin una justificación médica, de la eutanasia y del matrimonio entre personas del mismo sexo.
Cerrón dijo que Perú Libre se opone al fujimorismo. Si bien inicialmente apoyó la despenalización del aborto, el partido luego se pronunció a favor de las restricciones existentes.
En materia de seguridad ciudadana, Pedro Castillo ha expresado que busca tecnificar y descentralizar a la Policía Nacional, así como también «trasladar la experiencia como ronderos [guardias comunales]» al poder ejecutivo al otorgarles presupuesto público, además de que quiere establecer un sistema de justicia donde se disponga de los delincuentes para la construcción de obras públicas como forma de reparo al daño ocasionado a la población.

### Política exterior
En el ámbito internacional, Cerrón ha destacado que el partido "defiende los procesos revolucionarios en el mundo, especialmente en América Latina: Cuba, Nicaragua, Ecuador, Venezuela y Bolivia". Perú Libre ha compartido elogios a algunas de las políticas de Fidel Castro y Hugo Chávez por su política exterior y solidaridad regional. El partido también se opone al Grupo de Lima.
En un artículo publicado en el sitio web del partido, Cerrón elogió el gobierno del presidente ruso, Vladímir Putin. En su cuenta de X, Cerrón dijo que «El comunismo chino ha beneficiado más al mundo que el capitalismo yankee».
Durante su candidatura a las elecciones presidenciales de 2021, Castillo defendió al gobierno de Nicolás Maduro en Venezuela, calificándolo como “un gobierno democrático”. Posteriormente se retractaría de sus declaraciones, afirmando que "[no hay chavismo aquí]", y diciendo del presidente Maduro, "si algo tiene que decir sobre Perú, que primero arregle su sistema y problemas internos". El partido describió la crisis de los refugiados venezolanos como un problema de trata de personas, y Castillo dijo que los venezolanos estaban en Perú "para cometer delitos".
En 2024, el vicepresidente del Congreso, Waldemar Cerrón, confirmó que una delegación de parlamentarios fue invitada por la Cancillería de Venezuela para respaldar a Nicolás Maduro en las elecciones presidenciales de 2024.

### Acusaciones sobre su tendencia política
El partido ha sido criticado desde sectores centristas por su presunta falta de respeto a la democracia. Por su parte, el militante y candidato al Congreso por Perú Libre, Julián Palacín, señaló que su partido es «socialista demócrata», comparándolo con el Partido Socialista Obrero Español y con el partido Morena de México.
Asimismo, Perú Libre ha sido acusado de ser un partido de ideología chavista. Vladimir Cerrón, secretario del partido, expresó en 2019 «Para mí, Venezuela es una democracia, Maduro viene del voto popular». Sin embargo, aunque Cerrón tienen estrechos vínculos con el Gobierno del presidente venezolano Nicolás Maduro, defiende que Perú «responde a otra realidad en la cual no se podría implantar o traspolar un programa de gobierno de un país extranjero», haciendo él contraste con la experiencia venezolana del chavismo. Por todo ello, el partido y su candidato a la presidencia peruana, Pedro Castillo, han denunciado una campaña de «terruqueo» en su contra, dirigido desde sectores de la derecha. Sin embargo, se ha denunciado que 249 militantes de Perú Libre fueron firmantes de los planillones del MOVADEF.
En 2022, se desarrolló un enfrentamiento interno entre izquierdistas más progresistas con izquierdistas más social-conservadores, cuando varios de los congresistas de su bancada renunciaron y también votaron en contra del enfoque de género junto con la oposición conformado por la derecha, algunos de sus partidarios los acusaron de "traidores".

## Nomenclatura

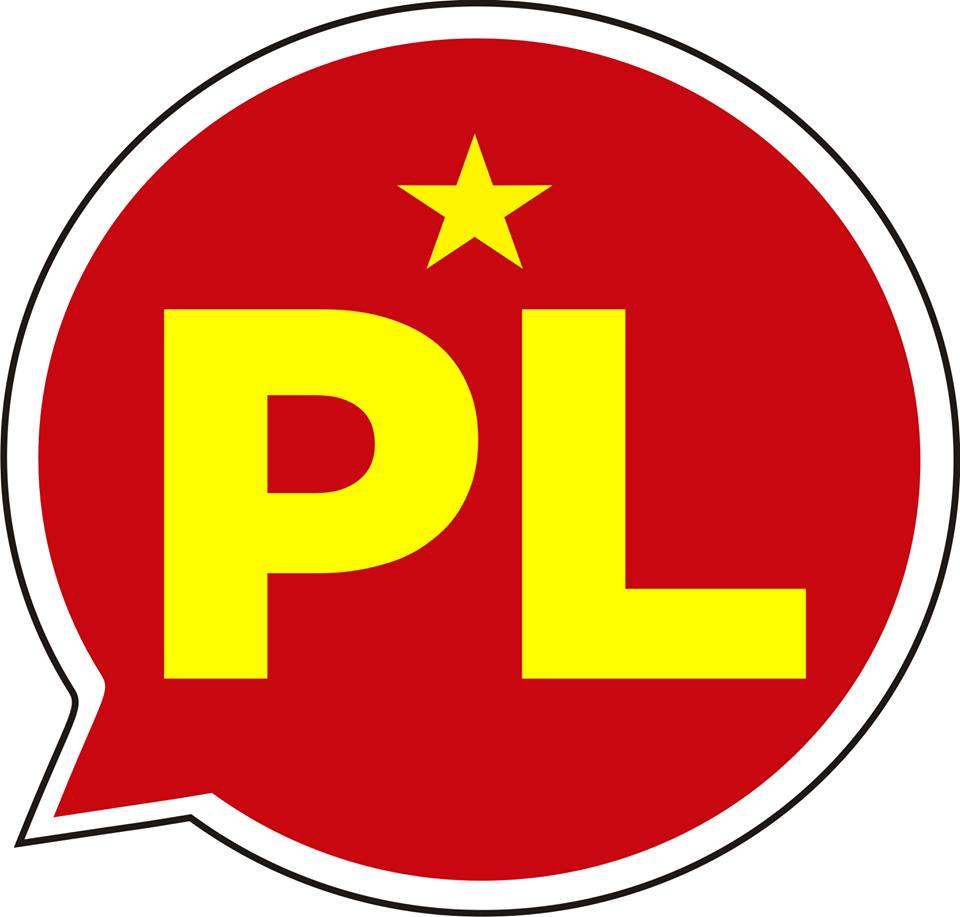
Logo del partido, cuando se fundó como Perú Libertario.

Fundado en 2008 como Movimiento Político Regional Perú Libre, el partido se constituyó oficialmente como organización nacional en febrero de 2013 con el nombre de Perú Libertario. La fusión del Movimiento Político Regional Perú Libre y del Partido Político Nacional Perú Libertario dan origen al Partido Político Nacional Perú Libre, siendo este suceso el único caso registrado en la historia política del país. En enero de 2019, el nombre del partido finalmente se cambió a su denominación actual.

## Representación en el Congreso de la República

### Bancada parlamentaria
Actualmente la Bancada de Perú Libre está conformada por 11 congresistas: 
| Circunscripción | Nombre                           | Condición |
| --------------- | -------------------------------- | --------- |
| Amazonas        | Segundo Toribio Montalvo Cubas   | Militante |
| Áncash          | Kelly Portalatino Ávalos         | Militante |
| Apurímac        | María Elizabeth Taipe Coronado   | Militante |
| Arequipa        | María Antonieta Agüero Gutiérrez | Militante |
| Cajamarca       | Américo Gonza Castillo           | Militante |
| Huánuco         | Abel Augusto Reyes Cam           | Militante |
| Junín           | Waldemar Cerrón Rojas            | Militante |
| Lambayeque      | José María Balcázar              | Militante |
| Lima Provincias | Janet Milagros Rivas Chacara     | Militante |
| Puno            | Flavio Cruz Mamani               | Militante |
| Tacna           | Isaac Mita Alanoca               | Militante |

## Resultados electorales

### Elecciones presidenciales

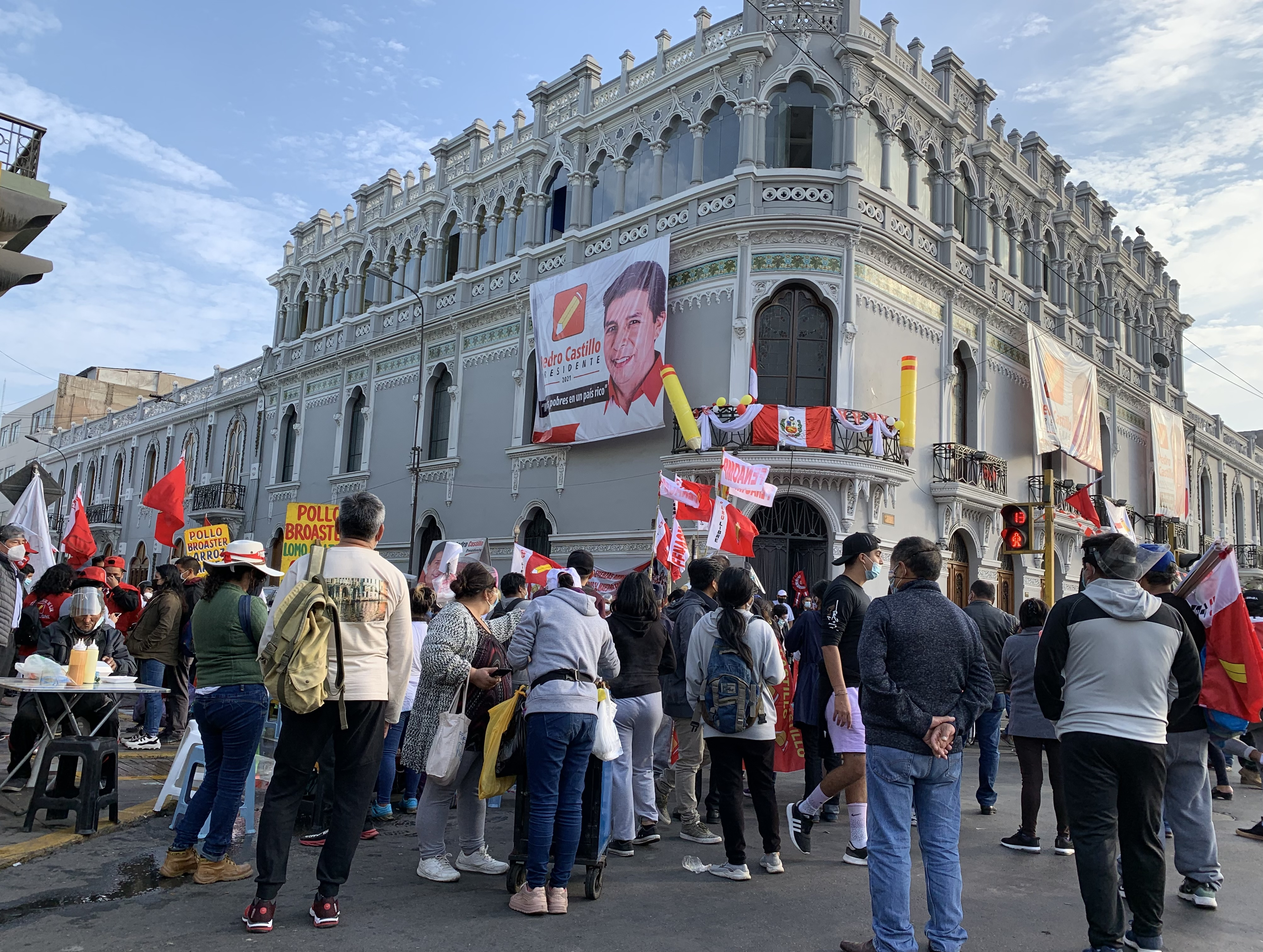
Simpatizantes de Perú Libre delante a la Casa del Maestro, localizada en la Casa Sal y Rosas en el Paseo Colón a la espera de resultados oficiales

|  | 19.099 % |

|  | 50.126 % |

|  | 0.00 % |

### Elecciones parlamentarias
|  | 3.40 % |

|  | 15.40 % |

### Elecciones al Parlamento Andino
| Año  | Votos     | %                | Escaños | Posición | Notas                           |
| ---- | --------- | ---------------- | ------- | -------- | ------------------------------- |
| 2016 | N/A       | N/A              | 0/5     | N/A      | Se retiraron de las elecciones. |
| 2021 | 1 715 069 | \| \| 16.21 % \| | 1/5     | 1.º      |                                 |
|      | 16.21 %   |                  |         |          |                                 |

### Elecciones regionales y municipales
| Año  | Gobiernos Regionales | Alcaldías Provinciales | Alcaldías Distritales |
| Año  | Representantes       | Representantes         | Representantes        |
| ---- | -------------------- | ---------------------- | --------------------- |
| 2010 | 1/25                 | 0/196                  | 24/1874               |
| 2014 | 0/25                 | 0/196                  | 12/1874               |
| 2018 | 1/25                 | 5/196                  | 29/1874               |
| 2022 | 0/25                 | 3/196                  | 73/1874               |